# Lo Varela (Quillota)
Lo Varela es una entidad rural ubicada en la Comuna y Provincia de Quillota, dentro de la Región de Valparaíso. Está orillada por el Estero San Isidro y conectada por la Ruta F-390. Se encuentra a 7,8 km de Quillota (la ciudad más cercana) y a 2,6 km de San Pedro, al igual que cuenta con una superficie de 2 km² aproximadamente, según el Instituto Nacional de Estadísticas, cuenta con una población de 508 habitantes, siendo un pueblo rural.

## Acontecimientos
La comunidad de Lo Varela ha trabajado en mejorar su cancha deportiva, gracias a colaboraciones entre el Municipio de Quillota, la Fundación Banamor y Colbún.

## Geografía
La geografía de Lo Varela se compone por un clima templado proveniente de toda la comuna de Quillota. Además de ser orillada por el Río Aconcagua, perteneciendo a la zona fluvial de este, hace que sea una zona agrícola y parcelaria. Su tipo de suelo se compone por sectores fluviales y sedementarias, junto a un tipo de relieve moderado.